# Idaea jugaria
Idaea jugaria är en fjärilsart som beskrevs av William Schaus 1901. Idaea jugaria ingår i släktet Idaea och familjen mätare. Inga underarter finns listade i Catalogue of Life.